# Basis General Bernardo O'Higgins Riquelme

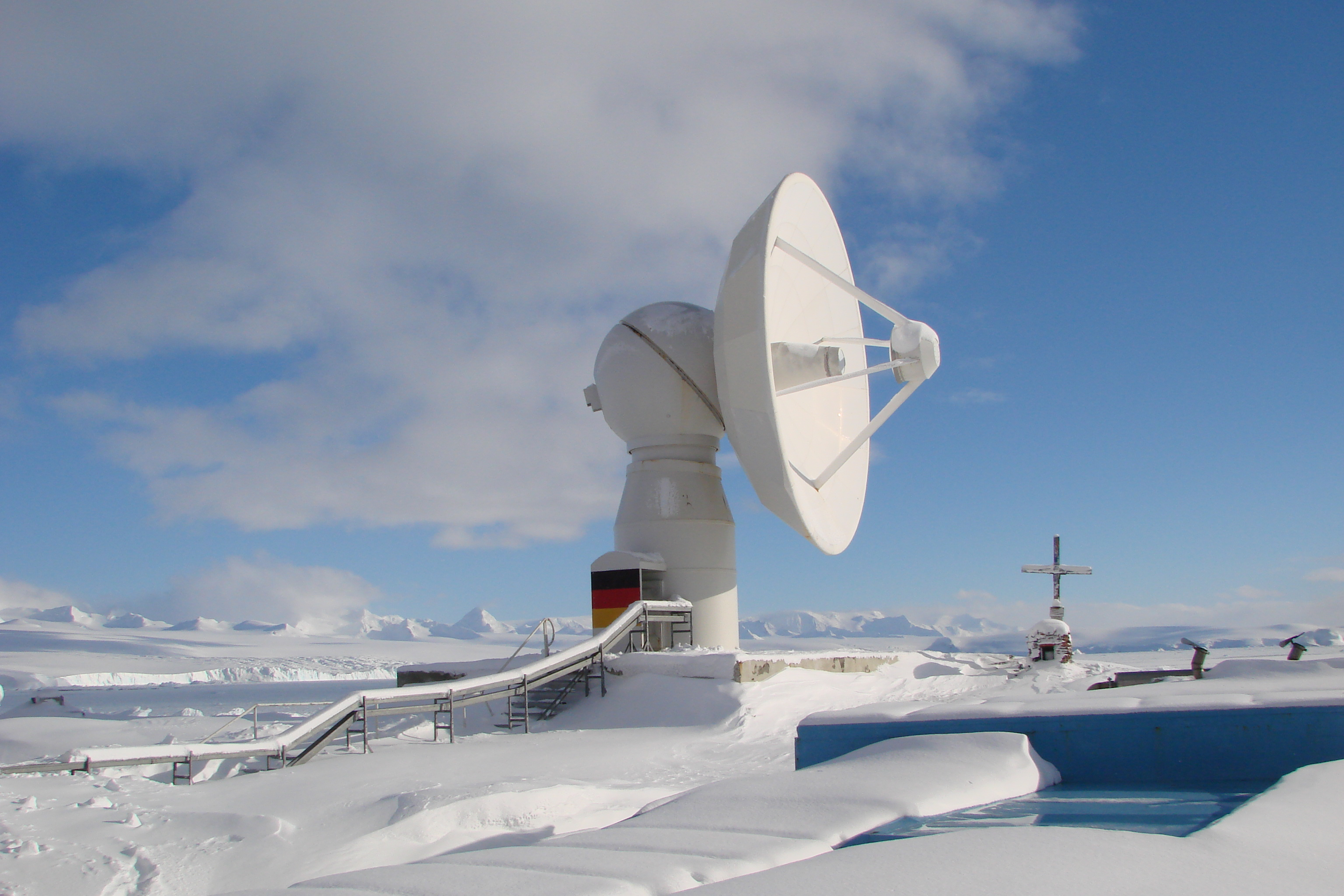
Duits satelliet station

Basis General Bernardo O'Higgins Riquelme is een permanent bemand Chileens poolstation, vernoemd naar Bernardo O'Higgins op het Antarctisch Schiereiland. Het werd in gebruik genomen op 18 februari 1948. In de winter wordt het station bemand door zo'n 16 man, terwijl dat aantal in de zomer oploopt tot ongeveer 44. De basis wordt bestuurd door het Chileense leger.
Het German Antarctic Receiving Station (GARS) werd er in gebruik genomen in 1991 door de DLR.